# ورزشگاه شهر ورزشی زاید
ورزشگاه شهر ورزشی زاید (به عربی: ستاد مدینة زاید الریاضیة) ورزشگاهی چندمنظوره در شهر ورزشی زاید، ابوظبی، امارات متحدهٔ عربی است.
این ورزشگاه که در شهر ابوظبی قرار دارد، در سال ۱۹۷۹ میلادی ساخته شده‌است و ۴۵٬۰۰۰ نفر گنجایش دارد. ورزشگاه زاید میزبان رقابت‌های پایانیِ جام باشگاه‌های فوتبال جهان در سال‌های ۲۰۰۹ و ۲۰۱۰ بوده‌است. این ورزشگاه همچنین میزبان افتتاحیه و مسابقهٔ پایانیِ جام ملت‌های آسیا ۲۰۱۹ خواهد بود.

## جام ملت‌های آسیا ۲۰۱۹
ورزشگاه شهری زاید ۸ بازی در جام ملت‌های آسیا ۲۰۱۹، شامل ۵ بازی گروهی از جمله بازی آغازین، یک بازی از یک‌هشتم نهایی، یک بازی از یک‌چهارم نهایی، و در نهایت فینال را میزبانی می‌کند.

| تاریخ          | زمان  | تیم اول           | نتیجه     | تیم دوم           | دوره                | تماشاگر |
| -------------- | ----- | ----------------- | --------- | ----------------- | ------------------- | ------- |
| ۵ ژانویهٔ ۲۰۱۹  | ۲۰:۰۰ | امارات متحدهٔ عربی | ۱–۱       | بحرین             | گروه A              | ۳۳٬۸۷۸  |
| ۸ ژانویهٔ ۲۰۱۹  | ۱۷:۳۰ | عراق              | ۳–۲       | ویتنام            | گروه D              | ۴٬۷۷۹   |
| ۱۰ ژانویهٔ ۲۰۱۹ | ۲۰:۰۰ | هند               | ۰–۲       | امارات متحدهٔ عربی | گروه A              | ۴۳٬۲۰۶  |
| ۱۳ ژانویهٔ ۲۰۱۹ | ۱۷:۳۰ | عمان              | ۰–۱       | ژاپن              | گروه F              | ۱۲٬۱۱۰  |
| ۱۷ ژانویهٔ ۲۰۱۹ | ۲۰:۰۰ | عربستان سعودی     | ۰–۲       | قطر               | گروه E              | ۱۶٬۰۶۷  |
| ۲۱ ژانویهٔ ۲۰۱۹ | ۲۱:۰۰ | امارات متحدهٔ عربی | ۳–۲ (و.ا) | قرقیزستان         | مرحلهٔ یک‌هشتم نهایی  | ۱۷٬۷۸۴  |
| ۲۵ ژانویهٔ ۲۰۱۹ | ۱۷:۰۰ | کرهٔ جنوبی         | ۰–۱       | قطر               | مرحلهٔ یک‌چهارم نهایی | ۱۳٬۷۹۱  |
| ۱ فوریهٔ ۲۰۱۹   | ۱۸:۰۰ | ژاپن              | ۱–۳       | قطر               | فینال               | ۳۶٬۷۷۶  |